# Mellicta corythalina
Mellicta corythalina är en fjärilsart som beskrevs av Hans Rebel 1913. Mellicta corythalina ingår i släktet Mellicta och familjen praktfjärilar. Inga underarter finns listade i Catalogue of Life.